# Eviulisoma dabagaense
Eviulisoma dabagaense är en mångfotingart som beskrevs av Kraus 1958. Eviulisoma dabagaense ingår i släktet Eviulisoma och familjen orangeridubbelfotingar. Inga underarter finns listade i Catalogue of Life.